# 1965年
1965年（1965 ねん）は、西暦（グレゴリオ暦）による、金曜日から始まる平年。昭和40年。

## 他の紀年法
- 干支：乙巳（きのと み）
- 日本（月日は一致）
  - 昭和40年
  - 皇紀2625年
- 中華民国（月日は一致）
  - 中華民国54年
- 朝鮮（月日は一致）
  - 主体54年
- 仏滅紀元：2507年 - 2508年
- イスラム暦：1384年8月27日 - 1385年9月8日
- ユダヤ暦：5725年4月27日 - 5726年4月8日
- 修正ユリウス日(MJD)：38761 - 39125
- リリウス日(LD)：139602 - 139966

※主体暦は、朝鮮民主主義人民共和国で1997年に制定された。

## カレンダー
| 1月 |    |    |    |    |    |    |
| 日  | 月 | 火 | 水 | 木 | 金 | 土 |
|     |    |    |    |    | 1  | 2  |
| 3   | 4  | 5  | 6  | 7  | 8  | 9  |
| 10  | 11 | 12 | 13 | 14 | 15 | 16 |
| 17  | 18 | 19 | 20 | 21 | 22 | 23 |
| 24  | 25 | 26 | 27 | 28 | 29 | 30 |
| 31  |    |    |    |    |    |    |
|     |    |    |    |    |    |    |

| 2月 |    |    |    |    |    |    |
| 日  | 月 | 火 | 水 | 木 | 金 | 土 |
|     | 1  | 2  | 3  | 4  | 5  | 6  |
| 7   | 8  | 9  | 10 | 11 | 12 | 13 |
| 14  | 15 | 16 | 17 | 18 | 19 | 20 |
| 21  | 22 | 23 | 24 | 25 | 26 | 27 |
| 28  |    |    |    |    |    |    |
|     |    |    |    |    |    |    |

| 3月 |    |    |    |    |    |    |
| 日  | 月 | 火 | 水 | 木 | 金 | 土 |
|     | 1  | 2  | 3  | 4  | 5  | 6  |
| 7   | 8  | 9  | 10 | 11 | 12 | 13 |
| 14  | 15 | 16 | 17 | 18 | 19 | 20 |
| 21  | 22 | 23 | 24 | 25 | 26 | 27 |
| 28  | 29 | 30 | 31 |    |    |    |
|     |    |    |    |    |    |    |

| 4月 |    |    |    |    |    |    |
| 日  | 月 | 火 | 水 | 木 | 金 | 土 |
|     |    |    |    | 1  | 2  | 3  |
| 4   | 5  | 6  | 7  | 8  | 9  | 10 |
| 11  | 12 | 13 | 14 | 15 | 16 | 17 |
| 18  | 19 | 20 | 21 | 22 | 23 | 24 |
| 25  | 26 | 27 | 28 | 29 | 30 |    |
|     |    |    |    |    |    |    |

| 5月 |    |    |    |    |    |    |
| 日  | 月 | 火 | 水 | 木 | 金 | 土 |
|     |    |    |    |    |    | 1  |
| 2   | 3  | 4  | 5  | 6  | 7  | 8  |
| 9   | 10 | 11 | 12 | 13 | 14 | 15 |
| 16  | 17 | 18 | 19 | 20 | 21 | 22 |
| 23  | 24 | 25 | 26 | 27 | 28 | 29 |
| 30  | 31 |    |    |    |    |    |
|     |    |    |    |    |    |    |

| 6月 |    |    |    |    |    |    |
| 日  | 月 | 火 | 水 | 木 | 金 | 土 |
|     |    | 1  | 2  | 3  | 4  | 5  |
| 6   | 7  | 8  | 9  | 10 | 11 | 12 |
| 13  | 14 | 15 | 16 | 17 | 18 | 19 |
| 20  | 21 | 22 | 23 | 24 | 25 | 26 |
| 27  | 28 | 29 | 30 |    |    |    |
|     |    |    |    |    |    |    |

| 7月 |    |    |    |    |    |    |
| 日  | 月 | 火 | 水 | 木 | 金 | 土 |
|     |    |    |    | 1  | 2  | 3  |
| 4   | 5  | 6  | 7  | 8  | 9  | 10 |
| 11  | 12 | 13 | 14 | 15 | 16 | 17 |
| 18  | 19 | 20 | 21 | 22 | 23 | 24 |
| 25  | 26 | 27 | 28 | 29 | 30 | 31 |
|     |    |    |    |    |    |    |

| 8月 |    |    |    |    |    |    |
| 日  | 月 | 火 | 水 | 木 | 金 | 土 |
| 1   | 2  | 3  | 4  | 5  | 6  | 7  |
| 8   | 9  | 10 | 11 | 12 | 13 | 14 |
| 15  | 16 | 17 | 18 | 19 | 20 | 21 |
| 22  | 23 | 24 | 25 | 26 | 27 | 28 |
| 29  | 30 | 31 |    |    |    |    |
|     |    |    |    |    |    |    |

| 9月 |    |    |    |    |    |    |
| 日  | 月 | 火 | 水 | 木 | 金 | 土 |
|     |    |    | 1  | 2  | 3  | 4  |
| 5   | 6  | 7  | 8  | 9  | 10 | 11 |
| 12  | 13 | 14 | 15 | 16 | 17 | 18 |
| 19  | 20 | 21 | 22 | 23 | 24 | 25 |
| 26  | 27 | 28 | 29 | 30 |    |    |
|     |    |    |    |    |    |    |

| 10月 |    |    |    |    |    |    |
| 日   | 月 | 火 | 水 | 木 | 金 | 土 |
|      |    |    |    |    | 1  | 2  |
| 3    | 4  | 5  | 6  | 7  | 8  | 9  |
| 10   | 11 | 12 | 13 | 14 | 15 | 16 |
| 17   | 18 | 19 | 20 | 21 | 22 | 23 |
| 24   | 25 | 26 | 27 | 28 | 29 | 30 |
| 31   |    |    |    |    |    |    |
|      |    |    |    |    |    |    |

| 11月 |    |    |    |    |    |    |
| 日   | 月 | 火 | 水 | 木 | 金 | 土 |
|      | 1  | 2  | 3  | 4  | 5  | 6  |
| 7    | 8  | 9  | 10 | 11 | 12 | 13 |
| 14   | 15 | 16 | 17 | 18 | 19 | 20 |
| 21   | 22 | 23 | 24 | 25 | 26 | 27 |
| 28   | 29 | 30 |    |    |    |    |
|      |    |    |    |    |    |    |

| 12月 |    |    |    |    |    |    |
| 日   | 月 | 火 | 水 | 木 | 金 | 土 |
|      |    |    | 1  | 2  | 3  | 4  |
| 5    | 6  | 7  | 8  | 9  | 10 | 11 |
| 12   | 13 | 14 | 15 | 16 | 17 | 18 |
| 19   | 20 | 21 | 22 | 23 | 24 | 25 |
| 26   | 27 | 28 | 29 | 30 | 31 |    |
|      |    |    |    |    |    |    |

## できごと

### 1月
- 1月1日 - 中部日本新聞が中日新聞に題号を改題[要出典]。
- 1月7日 - CONEFO結成。
- 1月13日 - 佐藤榮作首相、訪米[1]。
- 1月20日 - 日本航空がパッケージツアー「ジャルパック」を発売[要出典]。
- 1月21日 - インドネシアが国際連合を脱退（翌年国連に復帰）。

### 2月
- 2月1日
  - 原水協から社会党・総評系が分裂し、原水爆禁止日本国民会議（原水禁）を結成[2]。
  - 大塚製薬が「オロナミンCドリンク」を発売。
- 2月7日 - アメリカ軍による北ベトナム爆撃（北爆）開始。
- 2月14日 - 全日本空輸の貨物便のダグラス DC-3型機が、大阪国際空港を離陸後に静岡県上空で巡航中に失踪した。後に墜落していたことが判明したが、機体が発見されたのは22ヵ月後であり、そのうえ捜索範囲から大きく離れた地点であった（全日空貨物機失踪事故）。
- 2月21日 - 米、黒人運動指導者マルコム・Xが暗殺（英語版）される。
- 2月22日 - 夕張鉱業所でガス爆発が起こり、61人が死亡[3]。

### 3月
- 3月1日 - 小倉空港（後の北九州空港）が開港。
- 3月6日 - 山陽特殊製鋼が倒産[3]。
- 3月8日 - 米海兵隊3500名の兵士、ベトナムのダナンに上陸。米国によるベトナムへの直接軍事介入の本格化。
- 3月10日 - 富士山レーダー観測開始[4]。
- 3月14日 - 作家・戸川幸夫が沖縄・西表島で頭骨と毛皮を発見したヤマネコが新種と鑑定された。「イリオモテヤマネコ」と命名。
- 3月14日 - 札内川十の沢北海道大学山岳部遭難事件
- 3月15日 - 東京都議会議長選挙をめぐる贈収賄容疑で都議会議員が逮捕される。以降4月16日に現職の議長を含む17名の都議会議員が、別に発覚した許認可に係る贈収賄容疑も合わせて逮捕、起訴される。
- 3月18日 - ソ連のアレクセイ・レオーノフ中佐、人類初の宇宙遊泳を行う。
- 3月19日 - にんべんが「つゆの素」を発売。
- 3月20日 - トヨタ自動車が「スポーツ800」を発売。
- 3月24日
  - 日産自動車が「シルビア」を発売。
  - 河川法制定により荒川放水路が荒川本流となり、これに伴い荒川旧河道の名称が、それまで白鬚橋辺りから下流[5] の俗称であった「隅田川」となる[6]。
- 3月28日 - チリで大地震発生。
- 3月29日 - 麒麟麦酒が「プルトップ缶ビール」を発売、飲料業界に普及。

### 4月
- 4月 - 大手新聞社各社が日曜日の夕刊発行を休止。
- 4月1日
  - 初の国産旅客機YS-11が就航。
  - 東京電力が電気料金の銀行口座振替制を開始。
  - サトウサンペイの4コマ漫画「フジ三太郎」が朝日新聞夕刊で連載開始[7][8]。
- 4月5日 - NHK総合テレビ、『スタジオ102』放送開始（1980年3月終了）。
- 4月24日
  - アメリカの北爆に反対し小田実らが「ベトナムに平和を!市民・文化団体連合」（ベ平連）を結成[9]。
  - 全国社会福祉協議会、子供の遊び場点検運動を実施、安全な遊び場の充実を要望。

### 5月
- 5月1日 - フジテレビ、『小川宏ショー』放送開始（1982年3月終了）。
- 5月3日 - 文化放送、ニッポン放送等の民放ラジオ局で構成される全国ラジオネットワーク（NRN）発足。
- 5月9日 - 日本アイスクリーム協会、前年に東京で行なわれたイベントにちなみ、この日を「アイスクリームの日」に指定。
- 5月10日
  - 国鉄スワローズがフジサンケイグループに売却され、サンケイスワローズに改称される（1966年からサンケイアトムズとなる）。
  - 日本勧業銀行の職域信用組合・互援会信用組合が、地域信用組合に転換し日本勧業信用組合に。
- 5月23日 - 室蘭港でノルウェー船籍のタンカー｢ヘイムバード号｣が、操船ミスで桟橋に衝突・炎上する事故が発生。6月18日に鎮火するまで28日間も燃え続け、船員10名が死亡する[10]。

### 6月
- 6月1日 - 山野炭鉱ガス爆発。237人が死亡、279人が重軽傷[11]。
- 6月3日
  - 佐藤栄作首相が内閣改造を断行、第1次佐藤第1次改造内閣が発足[12]。
  - 東京都議会黒い霧事件に起因する解散リコール運動への対応として、自民党主導により地方公共団体の議会の解散に関する特例法が急きょ制定、施行される[12]。
- 6月6日 - 日本サッカーリーグが開幕[12]。
- 6月7日 - 東武鉄道宇都宮線におもちゃのまち駅が開業。当時としては珍しいひらがな名称駅の誕生となった。
- 6月12日 - 家永三郎東京教育大学教授が、教科書検定は違憲であるとして提訴[12]。
- 6月14日 - 地方公共団体の議会解散に関する特例法に基づき、東京都議会が地方公共団体の議会で初めての自主解散[13]。
- 6月18日 - 有楽町駅前に東京交通会館が完成。
- 6月22日 - 日本国と大韓民国との間の基本関係に関する条約締結（通称・日韓基本条約）、財産及び請求権に関する問題の解決並びに経済協力に関する日本国と大韓民国との間の協定締結[13]。
- 6月29日 - アメックス銀行22万ドル盗難事件発生。

### 7月
- 7月1日 - 名神高速道路が全線（小牧-西宮間）開通[14]。
- 7月4日 - 第7回参議院議員通常選挙[14]。
- 7月5日 - 吉展ちゃん事件の容疑者の自供により、被害者の遺体が発見される[15]。
- 7月7日 - 鎌田商会が「アイスノン」を発売[16]。
- 7月15日
  - 日医工設立。
  - 創価学会の機関紙である「聖教新聞」が日刊化。
- 7月17日 - アメリカ合衆国カリフォルニア州アナハイムにあるディズニーランドが開園10周年。
- 7月22日 - 第49臨時国会召集（8月11日閉会）。
- 7月29日 - 少年ライフル魔事件発生、警察官1人死亡[17]。

### 8月
- 8月3日 - 長野県松代町で地震、約5年間続く松代群発地震の始まり[17]。
- 8月9日 - シンガポールがマレーシアから独立。
- 8月10日 - 共同石油設立。
- 8月11日 - トルコでヘンデクバス事故発生。25人死亡。
- 8月13日 - ライオン油脂が「エメロンシャンプー」を発売。
- 8月19日 - 佐藤首相、太平洋戦争後総理大臣として初めて沖縄県訪問[18]。
- 8月29日 - TBSで藤子不二雄原作のテレビアニメ『オバケのQ太郎』放送開始。

### 9月
- 9月1日 - インドとパキスタン軍がカシミールで衝突（第二次印パ戦争勃発）。
- 9月13日 - 1970年、日本万国博覧会が大阪で開催される事が決定[19]。
- 9月18日 - 池谷薫と関勉がほぼ同時に彗星を発見。池谷・関彗星と名前がつく。
- 9月24日 - 国鉄がみどりの窓口開設[20]。
- 9月30日 - インドネシアでクーデター未遂（9月30日事件）。

### 10月
- 10月1日
  - 国鉄が大ダイヤ改正を実施。
  - 花王石鹸が「テンダーリンス」を発売。
  - 大阪市営地下鉄四つ橋線の西梅田駅 - 大国町駅間が開業。
- 10月2日 - 朝永振一郎のノーベル物理学賞受賞が決定。
- 10月5日
  - 台風29号のためマリアナ海域でカツオ漁船7隻が集団遭難。死者・行方不明209人（マリアナ海域漁船集団遭難事件）。
  - 第50臨時国会召集（12月13日閉会）[21]。
- 10月6日
  - ブルーボーイ事件で性転換手術をした医師を取り調べ[21]。
  - 日本最初のカラーテレビアニメ『ジャングル大帝』放送開始（フジテレビ）[21]。
- 10月14日 - 巨人が2年ぶりセ・リーグ優勝。
- 10月24日 - F1メキシコGPでホンダが初優勝。
- 10月25日 - 大阪万博のテーマが「人類の進歩と調和」に決定[21]。

### 11月
- 11月1日
  - 東海道新幹線「ひかり」が東京 - 新大阪間で当初予定の3時間10分運転を開始[22]。
  - 東京都水道局が水道料金の銀行口座振替制を開始。
- 11月2日
  - 日本シリーズは巨人が南海を4勝1敗で下し2年ぶり日本一。
  - 大阪国際空港において、23時から翌朝5時までの深夜のジェット機離着陸が原則禁止となる。
- 11月8日 - 日本テレビで深夜番組の『11PM』放送開始（同局では同日、子供番組『おはよう!こどもショー』放送開始）[22]。
- 11月9日 - フィリピン、マルコス大統領当選。
- 11月9日～12月12日 - 古谷惣吉連続殺人事件（警察庁広域重要指定105号事件）が発生。西日本（近畿地方・九州地方）で独居老人8人が相次いで殺害された。加害者・古谷惣吉は指名手配された12月12日に兵庫県内で現行犯逮捕。
- 11月10日 - 中国で文化大革命が始まる。
- 11月11日 - ローデシア、独立を宣言。
- 11月13日 - 南海蔭山新監督急死騒動。
- 11月17日 - プロ野球第1回ドラフト会議が行われる[23]。
- 11月19日 - 戦後初の「赤字国債」発行が閣議で決定[23]。
- 11月25日 - コンゴ民主共和国でジョゼフ＝デジレ・モブツがクーデターを起こし、独立以来続いてきた混乱（コンゴ動乱）が事実上終結[24]。

### 12月
- 12月10日 - 日本、国際連合安全保障理事会の非常任理事国に当選[25]。
- 12月15日 - アメリカの宇宙船ジェミニ6-A号と7号が初のランデブー飛行に成功。
- 12月16日 - 名阪国道が開通[26]。
- 12月20日 - 第51国会召集（1966年6月27日閉会）[26]。

### 日付不詳
- 東京都渋谷区の原宿（神宮前）に日本初の億ションである高級マンション「コープ・オリンピア」完成。

## 周年
以下に、過去の主な出来事からの区切りの良い年数（周年）を記す。
- 第二次世界大戦・太平洋戦争関連、終結から20年。
  - 1月27日 - ソビエト連邦軍によるアウシュヴィッツ＝ビルケナウ強制収容所解放。
  - 2月4日〜2月11日 - ヤルタ会談。
  - 2月19日〜3月26日 - 硫黄島の戦い。
  - 3月10日 - 東京大空襲。
  - 3月27日〜6月20日 - 沖縄戦。
  - 4月7日 - 大日本帝国海軍の戦艦大和撃沈。
  - 4月16日〜5月8日 - ベルリンの戦い。
  - 4月30日 - アドルフ・ヒトラーが自殺。
  - 8月6日 - 広島市への原子爆弾投下。
  - 8月9日 - 長崎市への原子爆弾投下。
  - 8月11日〜8月25日 - 樺太の戦い (1945年) 。
  - 8月14日 - 日本がポツダム宣言受諾。
  - 8月15日 - 終戦の日。
  - 9月2日 - 日本の降伏文書調印により太平洋戦争終戦。
- 2月26日 - サンケイスポーツ創刊10周年。
- 3月22日 - NHKラジオ放送（NHKラジオ第1放送）開始40周年。
- 4月5日 - 原爆ドーム（当時は広島県物産陳列館）竣工50周年。
- 4月14日 - リンカーン大統領暗殺事件から100年。
- 5月5日 - 日本で普通選挙法施行40周年（当時は25歳以上の男性に投票権があった）。
- 5月25日 - ヤナセ創立50周年。
- 8月3日 - 少女漫画雑誌『りぼん』（集英社）創刊10周年。
- 9月5日 - 日露戦争による日露講和条約（ポーツマス条約）締結60周年。
- 10月 - 日本の宝くじ発売開始20周年。
- 10月10日 - 朝鮮労働党結党20周年。
- 10月24日 - 国際連合発足20周年。
- 12月10日 - 阪神タイガース創設30周年。
- 日本で女性参政権獲得20周年。
- 全国高等学校野球選手権大会50周年（旧制中学時代を含む）。

## スポーツ
- 大相撲（幕内最高優勝）
  - 初場所 佐田の山晋松
  - 春場所 大鵬幸喜
  - 夏場所 佐田の山晋松
  - 名古屋場所 大鵬幸喜
  - 秋場所 柏戸剛
  - 九州場所 大鵬幸喜
- プロ野球
  - セ・リーグ優勝 読売ジャイアンツ
  - パ・リーグ優勝 南海ホークス
  - 日本シリーズ優勝 読売ジャイアンツ（4勝1敗）
  - 第1回プロ野球ドラフト会議開催。

## 芸術・文化

### 音楽
- ヒット曲/話題曲
  - ローリング・ストーンズ 「サティスファクション」「一人ぼっちの世界」
  - ボブ・ディラン 「ライク・ア・ローリング・ストーン」
  - テンプテーションズ 「マイ・ガール」「ゲット・レディ」
  - ジェームス・ブラウン 「パパのニュー・バッグ」「アイ・ガット・ユー」
  - ウィルソン・ピケット 「イン・ザ・ミッドナイト・アワー」
  - バーバラ・メイソン 「イエス・アイム・レディ」
  - スモーキー・ロビンソン&ザ・ミラクルズ 「トラックス・オブ・マイ・ティアーズ」「ウー・ベイビー・ベイビー」
  - フォー・トップス 「アイ・キャント・ヘルプ・マイセルフ」
  - ライチャス・ブラザーズ 「ふられた気持ち」
  - スパイダース「フリフリ」
  - 西郷輝彦「星娘」
  - デューク・エイセス「女ひとり」
  - 三田明&吉永小百合「明日は咲こう花咲こう」
  - 倍賞千恵子「さよならはダンスの後で」
  - 山田太郎 「新聞少年」
  - 田代美代子&和田弘とマヒナスターズ 「愛して愛して愛しちゃったのよ」
  - 西田佐知子 「赤坂の夜は更けて/女の意地」
  - 北島三郎「帰ろかな」

### 映画
- 気狂いピエロ（監督：ジャン＝リュック・ゴダール）［仏・伊］
- 国際諜報局［英］
- サウンド・オブ・ミュージック（米） アカデミー賞
- 007 サンダーボール作戦［英・米］
- ダーリング［英］
- ドクトル・ジバゴ（監督：デヴィッド・リーン）［米・伊］
- メリー・ポピンズ（米）
- 赤ひげ（監督：黒澤明）
- 網走番外地シリーズ第1作公開
- 網走番外地（監督：内田吐夢）
- 怪獣大戦争
- フランケンシュタイン対地底怪獣
- 大怪獣ガメラ
- 勇者のみ
- 大冒険

### 文学
- 芥川賞
  - 第53回（1965年上半期） - 津村節子 『玩具』
  - 第54回（1965年下半期） - 高井有一 『北の河』
- 直木賞
  - 第53回（1965年上半期） - 藤井重夫『虹』
  - 第54回（1965年下半期） - 新橋遊吉『八百長』、千葉治平『虜愁記』
- 江戸川乱歩賞
  - 第11回 - 西村京太郎『天使の傷痕』

### テレビ
- 大河ドラマ 太閤記 出演：緒形拳、高橋幸治
- 連続テレビ小説 たまゆら
- ザ・ガードマン（TBSテレビ） 出演：宇津井健
- 金曜夜席（日本テレビ） 司会：立川談志 （長寿番組 笑点の前身番組）
- 踊って歌って大合戦（日本テレビ） 司会：林家三平
- 小川宏ショー（フジテレビ） 司会：小川宏、露木茂、木元教子
- アフタヌーンショー（NETテレビ） 司会：榎本猛、桂小金治など
- 11PM（日本テレビ） 司会：大橋巨泉、愛川欽也、藤本義一

### ラジオ
- 5月3日、全国ラジオネットワーク（NRN）発足。
- 「テレフォン人生相談」（ニッポン放送）放送開始。現在も放送中。
- 3月29日「0時半です松坂屋ですカトレヤミュージックです」（CBCラジオ）放送開始。2008年3月30日まで放送。

### 広告宣伝
- コマーシャル

| キャッチフレーズなど             | 商品名など        | メーカー         | 出演者   | 音楽 |
| -------------------------------- | ----------------- | ---------------- | -------- | ---- |
| わたしにも写せます               | フジカ・シングル8 | 富士フイルム     | 扇千景   | -    |
| のんでますか？                   | アリナミンA       | 武田薬品工業     | 三船敏郎 | -    |
| ファイトで行こう！               | リポビタンD       | 大正製薬         | 王貞治   | -    |
| おいしいとメガネが落ちるんですよ | オロナミンC       | 大塚製薬         | 大村崑   | -    |
| 特級をもしのぐ一級               | 新ブラックニッカ  | ニッカウヰスキー | -        | -    |

### 流行語
- ブルーフィルム
- フィーリング
- モーテル
- やったるで（金田正一）

## 誕生

### 1月
- 1月1日 - 池田直隆、国際政治学者
- 1月1日 - 松尾茂文、実業家
- 1月3日 - 笠浩史、民主党所属の衆議院議員
- 1月4日 - イヴァン・アタル、映画監督
- 1月4日 - 一本木蛮、漫画家
- 1月4日 - 中村達也、ミュージシャン・ドラマー
- 1月4日 - 宮下昌己、元プロ野球選手
- 1月5日 - 岡元次郎、俳優、スーツアクター
- 1月5日 - 佐久間レイ、声優
- 1月6日 - 麗美、シンガーソングライター
- 1月6日 - 土谷正実、元オウム真理教幹部、元死刑囚（+ 2018年）
- 1月7日 - 高島覚、元プロ野球選手
- 1月8日 - 宮城宗典、ミュージシャン（ヒルビリー・バップス）（+1988年）
- 1月8日 - 鎌田さゆり、政治家
- 1月9日 - 一路真輝、女優（元宝塚歌劇団トップスター）
- 1月10日 - 田中裕二、漫才師・お笑いタレント（爆笑問題）
- 1月12日 - 麻生侑里、女優・声優
- 1月13日 - 嵐広也、歌舞伎、俳優
- 1月14日 - 寺西裕一、フリーアナウンサー
- 1月15日 - 三柴理、ピアニスト、キーボディスト、作曲家（特撮）
- 1月16日 - 岸浩太郎、俳優・歌手
- 1月17日 - 青木美枝、元フジテレビアナウンサー
- 1月17日 - 西俊児、元プロ野球選手
- 1月19日 - 相沢正輝[27]、声優
- 1月19日 - 今村暢孝、競艇選手
- 1月19日 - 横堀久雄、アニメーター
- 1月20日 - ケビン・マース、元プロ野球選手
- 1月21日 - 今給黎教子、海洋冒険家
- 1月21日 - 佳つ乃、芸妓
- 1月22日 - ダイアン・レイン、女優
- 1月24日 - 広石武彦、ミュージシャン（元UP-BEAT）、作曲家
- 1月24日 - マイク・アルフォンソ、元プロレスラー（+2007年）
- 1月27日 - 伊東乾、作曲家
- 1月27日 - 馬場伸幸、政治家
- 1月28日 – ヘルマン・ボイマー、ドイツのバストロンボーン奏者、指揮者
- 1月29日 - 櫻田淳、政治学者
- 1月29日 - ドミニク・ハシェック、元アイスホッケー選手、チェコ
- 1月30日 - 青山穣[28]、声優
- 1月31日 - オーフラ・ハーノイ、チェリスト

### 2月
- 2月1日 - 水島康貴、作曲家
- 2月4日 - 森浩之、元プロ野球選手
- 2月4日 - 中島恵利華、プロゴルファー
- 2月5日 - 荘真由美、声優
- 2月5日 - ゲオルゲ・ハジ、元サッカー選手
- 2月8日 - 佐川光晴、作家
- 2月8日 - 長沼洋、将棋棋士
- 2月8日 - 小島一宏、フリーアナウンサー
- 2月9日 - クリスチャン・シェンク、陸上競技選手
- 2月9日 - 雲野右子、ニュースキャスター
- 2月10日 - 井上あずみ、歌手
- 2月10日 - 馬場敏史、元プロ野球選手
- 2月10日 - 山中賢次、元プロ野球選手
- 2月10日 - 知久寿焼、バンド、たま
- 2月11日 - 栗林誠一郎、シンガーソングライター、作曲家
- 2月12日 - 後藤明美、元プロ野球選手
- 2月12日 - ルーベン・アマロ・ジュニア、メジャーリーガー
- 2月13日 - 南原清隆、お笑いタレント（ウッチャンナンチャン）
- 2月13日 - ヒロミ、タレント（B21スペシャル）
- 2月13日 - 優希比呂[29]、声優
- 2月15日 - ウルトラマンロビン、プロレスラー
- 2月17日 - 吹越満、俳優
- 2月17日 - マイケル・ベイ、映画監督
- 2月18日 - 斎藤雅樹、元プロ野球選手
- 2月18日 - おーなり由子、絵本作家・漫画家
- 2月18日 - 石井ヒトシ、ミュージシャン（THE SLUT BANKS、BAD SiX BABiES）
- 2月18日 - 水沢薫、プロ野球選手（+ 2014年）
- 2月18日 - 馳星周、小説家
- 2月18日 - ドクター・ドレー、ラッパー、プロデューサー
- 2月19日 - 木俣佳丈、実業家
- 2月19日 - 岡本久美子、元プロテニス選手
- 2月21日 - 根本幸典、政治家
- 2月23日 - 前田政二、放送作家・タレント
- 2月25日 - シルヴィ・ギエム、バレエダンサー
- 2月25日 - スザンナ・ラハカモ、フィギュアスケート選手
- 2月26日 - 赤石光生、レスリング選手
- 2月26日 - 天間昭一、元騎手・調教師
- 2月26日 - 島袋修、プロ野球選手
- 2月27日 - フランク・ペーター・ツィンマーマン、ヴァイオリン奏者
- 2月27日 - 小野敏洋、漫画家
- 2月28日 - 磯崎憲一郎、作家
- 2月28日 - 長澤雅彦、映画監督

### 3月
- 3月1日 - 笠原昌春、プロ野球審判員
- 3月3日 - 島田亨、実業家、楽天野球団社長
- 3月3日 - ドラガン・ストイコビッチ、名古屋グランパスエイト監督、元サッカー選手
- 3月4日 - 小谷真生子、元日本航空キャビンアテンダント、フリーアナウンサー
- 3月4日 - 丸山敬太、服飾デザイナー
- 3月5日 - 三宅雪子、元政治家（+ 2020年[30]）
- 3月6日 - 清水キョウイチ郎、お笑いタレント（+ 2006年）
- 3月6日 - 城土大治朗、元プロ野球選手
- 3月7日 - 宮里太、元プロ野球選手
- 3月8日 - あかほりさとる、小説家・ライトノベル作家
- 3月8日 - 大橋秀行、プロボクサー
- 3月8日 - 田辺学、元プロ野球選手
- 3月9日 - ベニート・サンティアゴ、メジャーリーガー
- 3月10日 - 飯口美穂、女優
- 3月11日 - 中井美穂、元フジテレビアナウンサー
- 3月11日 - 三木谷浩史、実業家、楽天グループ創業者
- 3月11日 - 古本伸一郎、政治家
- 3月12日 - 勝俣州和、タレント
- 3月12日 - きむらひでふみ、脚本家、メカニックデザイナー
- 3月12日 - ショーン・ギルバート、元プロ野球選手
- 3月12日 - スティーブ・フィンリー、元メジャーリーガー
- 3月13日 - 小里誠、ミュージシャン（ザ・コレクターズ）
- 3月13日 - 鳥居かほり、女優
- 3月14日 - 工藤雪枝、ジャーナリスト
- 3月14日 - ケビン・ブラウン、メジャーリーガー
- 3月15日 - SEIGO、俳優
- 3月16日 - 湯浅政明、アニメーション監督、脚本家、デザイナー、アニメーター
- 3月16日 - 鳥越まり、タレント・女優・歌手
- 3月16日 - 南利幸、気象予報士
- 3月17日 - 中條健一、お笑いタレント
- 3月17日 - 広瀬真二、元プロ野球選手
- 3月17日 - 夏野剛、実業家
- 3月18日 - 洞口依子、女優
- 3月20日 - 川田妙子、声優
- 3月21日 - 山崎和佳奈、声優
- 3月21日 - ティム・マッキントッシュ、元プロ野球選手
- 3月22日 - 石川小百合、フリーアナウンサー
- 3月23日 - ペーター・シールゲン、調教師、元騎手
- 3月24日 - ジ・アンダーテイカー、プロレスラー
- 3月25日 - サラ・ジェシカ・パーカー、女優
- 3月26日 - 伊藤佳子、文化放送アナウンサー
- 3月27日 - 平沼定晴、元プロ野球選手
- 3月27日 - 平田信、オウム真理教の元幹部　オウム真理教事件実行犯の1人
- 3月29日 - 熊谷直樹、競艇選手
- 3月30日 - 破矢ジンタ、音楽バンド、Jitterin' Jinn

### 4月
- 4月1日 - ジェーン・アダムス、女優
- 4月2日 - 瀬川英史、作曲家、編曲家
- 4月2日 - 金月真美、声優
- 4月3日 - 篠原英明、実業家、シノケン創業者
- 4月3日 - 伊藤雄彦、NHKアナウンサー
- 4月3日 - 大榎克己、元サッカー選手
- 4月4日 - ロバート・ダウニー・Jr、俳優
- 4月4日  - エレイン・ザヤック、フィギュアスケート選手
- 4月7日 - 小林靖子、脚本家
- 4月7日 - 安田淳、TBSプロデューサー
- 4月13日 - 藤王康晴、元プロ野球選手
- 4月14日 - 大岳宗正、元大相撲力士
- 4月15日 - 野口聡一、宇宙飛行士
- 4月15日 - クラウディア・ライストナー、フィギュアスケート選手
- 4月15日 - 鳴沢真也、天文学者
- 4月17日 - 武内陶子、NHKアナウンサー
- 4月17日 - 黒田崇矢、声優・俳優
- 4月17日 - クレイグ・ワーシントン、元プロ野球選手
- 4月18日 - 高橋功一、元プロ野球選手
- 4月18日 - 高橋美穂 (政治家)
- 4月19日 - 城内実、政治家
- 4月20日 - 吉井理人、元プロ野球選手
- 4月22日 - 長谷有洋、声優・俳優（+ 1996年）
- 4月23日 - 前田亘輝、ボーカリスト（TUBE）
- 4月23日 - 村松栄紀、レーシングドライバー（+ 1990年）
- 4月24日 - 豊島まさみ、声優
- 4月24日 - ソン・チャンミン、俳優
- 4月24日 - 岸川勝也、元プロ野球選手
- 4月24日 - マイケル・ブロワーズ、元プロ野球選手
- 4月26日 - タンク・アボット、総合格闘家
- 4月27日 - 西原久美子、声優
- 4月27日 - ボブ・マクドナルド、元プロ野球選手
- 4月28日 - 竹本孝之、歌手・俳優
- 4月29日 - 滝川真子、ポルノ女優
- 4月29日 - 桜井伸一、元プロ野球選手
- 4月30日 - 清原正博、TBSアナウンサー

### 5月
- 5月1日 - 岩代太郎、作曲家・ピアニスト
- 5月2日 - 本田恭章、ミュージシャン
- 5月2日 - フェリックス・ホセ、メジャーリーガー
- 5月3日 - 野村宏伸、俳優
- 5月4日 - 杉田あきひろ、歌手・俳優
- 5月5日- 大橋隆志、ミュージシャン（元聖飢魔II）
- 5月6日 - 吉田美和、ミュージシャン（ドリームズ・カム・トゥルー）
- 5月7日 - 上川隆也、俳優
- 5月8日 - さくらももこ、漫画家（+ 2018年[31]）
- 5月8日 - 稲船敬二、ゲームクリエイター
- 5月8日 - 河井英里、歌手・作詞家（+ 2008年）
- 5月9日 - スティーブ・アイザーマン、アイスホッケー選手
- 5月9日 - 内海敏彦、元俳優、声優
- 5月10日 - 鈴木けんじ、歌手
- 5月10日 - 小川浩一、元プロ野球選手
- 5月10日 - 草刈民代、バレエダンサー・女優
- 5月10日 - 水野きみこ、元歌手・タレント
- 5月10日 - 梁田清之、声優（+ 2022年）
- 5月12日 - 奥田民生、ミュージシャン（ユニコーン）
- 5月12日 - 紀藤真琴、元プロ野球選手
- 5月12日 - 秋人、アーティスト
- 5月13日 - 太田光、漫才師・お笑いタレント（爆笑問題）
- 5月15日 - ライー、元サッカー選手
- 5月19日 - 鳥海龍秀俊、元大相撲力士
- 5月20日 - 丹波健二、元プロ野球選手
- 5月20日 - トッド・ストットルマイヤー、メジャーリーガー
- 5月20日 - 伊藤裕二、元サッカー選手
- 5月20日 - 佐藤晃、ミュージシャン（infix）
- 5月21日 - 原田貴和子、女優
- 5月22日 - 錦織一清、歌手・タレント（少年隊）
- 5月22日 - 亀田史郎、ボクシングトレーナー
- 5月22日 - 野中徹博、元プロ野球選手
- 5月23日 - ウルフルケイスケ、ミュージシャン（ウルフルズ）
- 5月23日 - 山口勝平、声優
- 5月24日 - 小林聡美、女優
- 5月24日 - 村木藤志郎、俳優・劇作家（うわの空・藤志郎一座）
- 5月24日 - ロブ・デューシー、元プロ野球選手
- 5月25日 - 押谷かおり、女優
- 5月27日 - 麻路さき、元宝塚歌劇団トップスター
- 5月27日 - 礒田由和、元プロサッカー選手
- 5月28日 - 福島敬光、プロ野球選手
- 5月29日 - 大桃美代子、女優・タレント
- 5月29日 - 香田勲男、元プロ野球選手
- 5月29日 - 藤村忠寿、水曜どうでしょうチーフディレクター
- 5月31日 - 広岡由里子、女優
- 5月31日 - 大門和彦、元プロ野球選手
- 5月31日 - ブルック・シールズ、モデル・女優

### 6月
- 6月1日 - 山田武史、元プロ野球選手
- 6月2日 - 今野緒雪、少女小説家
- 6月2日 - 富田京子、ミュージシャン・作詞家（元プリンセス・プリンセス）
- 6月2日 - 栫政彦、プロ野球選手
- 6月3日 - 道傳愛子、NHK解説委員（元アナウンサー）
- 6月3日 - 山田和利、元プロ野球選手
- 6月4日 - アンドレア・イエガー、プロテニス選手
- 6月4日 - マイケル・ドゥーハン、元オートバイレーサー
- 6月6日 - 緒方恵美、声優
- 6月6日 - 広瀬治、元サッカー選手
- 6月8日 - 八木裕、元プロ野球選手
- 6月9日 - 青木紳一、囲碁棋士
- 6月11日 - 沢口靖子、女優
- 6月11日 - 浜崎貴司、ミュージシャン（FLYING KIDS）
- 6月11日 - 天野ひかり、フリーアナウンサー
- 6月11日 - 古賀慎明、調教師
- 6月13日 - 今中麻貴、フリーアナウンサー
- 6月13日 - 岡本透、元プロ野球選手
- 6月14日 - 永井美奈子、フリーアナウンサー
- 6月14日 - 木幡初広、JRA（日本中央競馬会）騎手
- 6月14日 - 片平巧、オートレーサー（+ 2015年）
- 6月14日 - 加藤正樹、プロ野球選手
- 6月17日 ‐ 満田拓也、漫画家
- 6月18日 - 右田雅彦、元プロ野球選手
- 6月19日 - 本城雅人、小説家、ジャーナリスト
- 6月20日 - 河合その子、元アイドル（元おニャン子クラブ）
- 6月21日 - 松本伊代、タレント（元アイドル）
- 6月21日 - 山岡均、天文学者
- 6月21日 - 安達俊也、元プロ野球選手
- 6月21日 - ラリー・ウォシャウスキー、映画監督
- 6月22日 - 武田一浩、元プロ野球選手
- 6月24日 - 八木亜希子、フリーアナウンサー
- 6月24日 - 鈴木由佳乃、ミュージカル女優
- 6月25日 - 松井達徳、元プロ野球選手
- 6月26日 - 脇坂真人、ミュージカル俳優
- 6月26日 - 比嘉良智、プロ野球選手
- 6月27日 - 阪本成一、天文学者
- 6月28日 - 赤土眞弓、声優
- 6月29日 - 藤原英昭、調教師（日本中央競馬会）
- 6月29日 - カンパニー松尾、AV監督
- 6月30日 - ミッチ・リッチモンド、元バスケットボール選手

### 7月
- 7月1日 - 江頭2:50、お笑いタレント（大川興業）
- 7月1日 - 石橋通宏、政治家
- 7月1日 - 山口祥義、政治家
- 7月2日 - 水江慎一郎、ミュージシャン（元UP-BEAT）
- 7月3日 - 橋本真也、プロレスラー（+ 2005年）
- 7月3日 - 丑山努、元プロ野球選手
- 7月3日 - 阪田渉、内閣官房副長官補、国税庁長官
- 7月4日 - 田村智子、政治家
- 7月5日 - 山口裕二、元プロ野球選手
- 7月7日 - ダミアン・ハースト、美術家
- 7月7日 - 東哲也、プロ野球選手
- 7月7日 - 郭建成、野球選手
- 7月7日 - ほいけんた、ものまねタレント
- 7月8日 - 久世星佳、女優（元宝塚歌劇団トップスター）
- 7月9日 - 高河ゆん、漫画家
- 7月11日 - アーネスト・ホースト、K-1選手
- 7月11日 - 小牧ユカ、タレント
- 7月12日 - 馬野雅行、毎日放送アナウンサー
- 7月13日 - 中森明菜、歌手、女優
- 7月13日 - 魚建、声優
- 7月13日 - 本広克行、映画監督
- 7月15日 - 今野登茂子、ミュージシャン（元プリンセス・プリンセス）
- 7月15日 - 松永幸男、元プロ野球選手
- 7月15日 - 三浦泰年、元サッカー選手
- 7月15日 - 市村浩一郎、政治家
- 7月15日 - 西凜太朗、俳優、声優
- 7月16日 - 岩間伸之、大学准教授（+ 2017年）
- 7月18日 - エヴァ・イオネスコ、女優
- 7月19日 - 加藤伸一、元プロ野球選手
- 7月20日 - 日詰正文、作家、言語聴覚士
- 7月21日 - 杉本哲太、俳優（元紅麗威甦）
- 7月21日 - 海老野貴勇、ヤクルトスワローズコンディショニングコーチ
- 7月22日 - ショーン・マイケルズ、プロレスラー
- 7月22日 - 津村まこと、声優
- 7月22日 - 渡辺典子、女優
- 7月23日 - スラッシュ、ミュージシャン（元ガンズ・アンド・ローゼズ、現ヴェルヴェット・リヴォルヴァー）
- 7月24日 - オリヴィエ・ピィ、劇作家・演出家・映画監督・俳優
- 7月25日 - トーリ・ロブロ、元プロ野球選手
- 7月26日 - ノッチ、お笑いタレント（デンジャラス）
- 7月27日 - ホセ・ルイス・チラベルト、元サッカー選手
- 7月28日 - 前田俊郎、元プロ野球選手
- 7月29日 - チャンネ・リー、小説家
- 7月29日 - 石本龍臣、競輪選手・元野球選手
- 7月31日 - J・K・ローリング、児童文学作家
- 7月31日 - 黛まどか、俳人

### 8月
- 8月2日 - 渡辺久信、元プロ野球選手、元埼玉西武ライオンズ監督
- 8月2日 - 坂口裕之、元野球選手
- 8月3日 - 藤田朋子、女優
- 8月3日 - 上野賢一郎、衆議院議員
- 8月3日 - 白倉伸一郎、テレビドラマ・映画プロデューサー
- 8月4日 - 布川敏和、俳優、タレント（元シブがき隊）
- 8月4日 - ドミンゴ・マルティネス、元プロ野球選手
- 8月5日 - 大藤直樹、スタントマン、俳優
- 8月5日 - 鈴木信行、政治家
- 8月6日 - 古田敦也、元プロ野球選手
- 8月6日 - 田子ノ浦親方、元幕内久島海（+ 2012年）
- 8月6日 - リュック・アルファン、ラリードライバー
- 8月6日 - 津野浩、元プロ野球選手
- 8月6日 - デビッド・ロビンソン、元バスケットボール選手
- 8月6日 - 野村裕二、元プロ野球選手
- 8月7日 - 佐藤真一、元プロ野球選手
- 8月7日 - エリザベス・マンリー、フィギュアスケート選手
- 8月9日 - 石丸元章、小説家
- 8月10日 - アンジェロ・カルロス・プレッティ、元サッカー選手
- 8月11日 - 山本昌、プロ野球選手
- 8月11日 - 山口昌人、ミュージシャン（FEEL SO BAD）
- 8月12日 - 青嶋達也、フジテレビアナウンサー
- 8月12日 - 須藤まゆみ、歌手
- 8月12日 - バリー・マニュエル、元プロ野球選手
- 8月12日 - 平本一穂、AV男優
- 8月13日 - 阿部雅司、ノルディック選手
- 8月14日 - 岡田あーみん、漫画家
- 8月14日 - 岡村靖幸、ミュージシャン
- 8月14日 - エマニュエル・ベアール、女優
- 8月15日 - 石丸幹二、俳優
- 8月16日 - 穴沢努、Jリーグ審判員
- 8月17日 - 佐竹雅昭、空手家
- 8月18日 - 大谷育江、声優
- 8月18日 - 吉川晃司、ミュージシャン
- 8月18日 - 堀江しのぶ、タレント（+ 1988年）
- 8月18日 - 青木愛、民主党衆議院議員
- 8月18日 - 田村勤、元プロ野球選手
- 8月19日 - 藤枝慎治、元プロ野球選手
- 8月20日 - 金成陽三郎、漫画原作者
- 8月21日 - 鈴木祥子、シンガーソングライター
- 8月22日 - 大川きょう子、幸福の科学創始者大川隆法の前妻、幸福実現党2代党首
- 8月22日 - 堤辰佳、元読売ジャイアンツゼネラルマネージャー
- 8月23日 - 安達元一、放送作家
- 8月24日 - レジー・ミラー、元バスケットボール選手
- 8月24日 - 小美濃武芳、プロ野球選手
- 8月25日 - 板倉賢司、元プロ野球選手
- 8月25日 - 森昌彦、元野球選手
- 8月26日 - 村上隆行、元プロ野球選手
- 8月26日 - 石井明美、歌手
- 8月26日 - 上野展裕、元サッカー選手
- 8月26日 - 小河麻衣子、女優
- 8月27日 - 津田寛治、俳優
- 8月27日 - 鳴海剛、俳優、モデル
- 8月28日 - 田尻智、ゲームクリエイター
- 8月28日 - シャナイア・トゥエイン、シンガーソングライター
- 8月28日 - アマンダ・タッピング、俳優
- 8月30日 - 塚本やすし、イラストレーター
- 8月30日 - 神野美伽、演歌歌手
- 8月30日 - 木村恵二、元プロ野球選手
- 8月30日 - 郭建成、元プロ野球選手
- 8月31日 - 八代目中村芝翫、歌舞伎役者
- 8月31日 - 別所哲也、俳優

### 9月
- 9月1日 - さねよしいさ子、歌手
- 9月1日 - 中谷忠己、元プロ野球選手
- 9月2日 - 横谷総一、元プロ野球選手
- 9月2日 - 林修、予備校講師
- 9月3日 - チャーリー・シーン、俳優
- 9月3日 - 中田久美、元バレーボール選手
- 9月3日 - 水野雄仁、元プロ野球選手
- 9月3日 - 三木理史、地理学者
- 9月4日 - 粕谷昌央、調教師
- 9月5日 - 仲村トオル、俳優
- 9月5日 - 前田治、元サッカー選手
- 9月5日 - 星誕期偉真智、元大相撲力士
- 9月5日 - デビッド・ブラバム、元F1ドライバー
- 9月6日 - 堀池巧、元サッカー選手
- 9月6日 - クリストファー・ノーラン、詩人・作家（+ 2009年）
- 9月7日 - 近藤芳久、元プロ野球選手
- 9月9日 - 有賀さつき、元フジテレビアナウンサー・タレント（+ 2018年[32]）
- 9月9日 ‐ 中沢慶子、元AV女優
- 9月9日 - 深谷圭助、教育者
- 9月9日 - 林哲雄、プロ野球選手
- 9月11日 - バッシャール・アル＝アサド、シリア大統領
- 9月12日 - 岡本夏生、タレント
- 9月14日 - トロイ・ニール、元プロ野球選手
- 9月14日 - 田口禎則、元サッカー選手
- 9月14日 - ノーカット星、元お笑いタレント（たけし軍団）
- 9月14日 - ドミートリー・メドヴェージェフ、ロシア連邦大統領
- 9月15日 - 小宮山悟、元プロ野球選手
- 9月15日 - 駒不動大助、元大相撲力士
- 9月16日 - 鷲尾天、東映アニメーション プロデューサー
- 9月17日 - 三浦将明、元プロ野球選手
- 9月18日 - 石橋保、俳優
- 9月18日 - 高村洋介、プロ野球選手
- 9月19日 - 渥美則行、俳優
- 9月19日 - 戸塚友行、プロ野球選手
- 9月20日 - 渡辺勝也、監督・演出家
- 9月20日 - 斉藤満、プロ野球選手
- 9月21日 - デビッド・ウェナム、俳優
- 9月21日 - 森田幸一、元プロ野球選手
- 9月22日 - 橋本潮、歌手
- 9月22日 - 豊ノ海真二、元大相撲力士（+ 2021年[33]）
- 9月22日 - 吉川弘幸、元プロ野球選手
- 9月22日 - ルビー・モレノ、フィリピン出身の女優
- 9月22日 - 日高久美子、女優
- 9月23日 - マーク・ウッドフォード、プロテニス選手
- 9月23日 - 益田明典、プロ野球選手
- 9月25日 - 豊原功補、俳優
- 9月25日 - 井内総一郎、マネージャー
- 9月25日 - 内山正博、元プロ野球選手
- 9月25日 - 長谷川健太、元サッカー選手
- 9月25日 - スコッティ・ピッペン、元バスケットボール選手
- 9月27日 - ロバート・ボールドウィン、タレント
- 9月28日 - 西田二郎、読売テレビディレクター
- 9月28日 - 水野弘道、投資家
- 9月29日 - 野中賢二、調教師

### 10月
- 10月1日 - 柏原芳恵、歌手・女優
- 10月1日 - 田島俊雄、元プロ野球選手
- 10月1日 - 押阪雅彦、（DJ OSSHY）エス・オー・プロモーション代表取締役社長
- 10月2日 - 熊翁博、元大相撲力士（+1997年）
- 10月2日 - 堀内一史、ベーシスト、ユニコーンのメンバー
- 10月3日 - 佐々木誠、元プロ野球選手
- 10月4日 - 根谷美智子、声優
- 10月5日 - マリオ・ルミュー、元アイスホッケー選手、ソルトレークシティオリンピック金メダリスト
- 10月5日 - パトリック・ロワ、元アイスホッケー選手、カナダ
- 10月5日 - 井上慎介、AV監督
- 10月7日 - マルコ・アピチェラ、レーシングドライバー
- 10月7日 - 長友仍世、シンガーソングライター（infix）
- 10月7日 - 渡辺久美子、声優
- 10月8日 - 田中友尋、代表取締役社長
- 10月10日 - TOSHI、X JAPANヴォーカリスト
- 10月10日 - 比企理恵、女優
- 10月11日 - 荒木久美、元女子陸上選手
- 10月11日 - オーランド・ヘルナンデス、元メジャーリーガー
- 10月11日 - 山下徳人、元プロ野球選手
- 10月13日 - 小木曽滝子、女優
- 10月14日 - 足立康史、政治家
- 10月14日 - 会田誠、美術家
- 10月14日 - 山中律俊、プロ野球選手
- 10月15日 - 藤森涼子、気象予報士
- 10月15日 - 長利礼治、プロ野球選手
- 10月17日 - 琴別府要平、元大相撲力士
- 10月17日 - 谷村有美、ミュージシャン、シンガーソングライター
- 10月17日 - 松田辰也、元声優
- 10月18日 - 大平光代、弁護士、元ヤンキー
- 10月19日 - 桃太郎、紅麗威（ex.紅麗威甦）ヴォーカリスト
- 10月19日 - Mitz（ミッツ）、紅麗威（ex.紅麗威甦）ベース
- 10月20日 - KATSUMI、ロックミュージシャン、シンガーソングライター
- 10月20日 - 前田典子、モデル
- 10月21日 - さかもと未明、漫画家・作家
- 10月21日 - 今井寿、ミュージシャン
- 10月22日 - 山田勝己、SASUKEオールスターズ、鉄工所アルバイト
- 10月25日 - マチュー・アマルリック、俳優
- 10月26日 - 大澄賢也、俳優・ダンサー
- 10月26日 - 岡田浩暉、歌手・俳優
- 10月27日 - 田中良典、俳優、ナレーター
- 10月27日 - 柿沼紫乃、声優
- 10月28日 - 泉田純、プロレスラー、元大相撲力士（+ 2017年）
- 10月28日 - 吉田都、バレリーナ
- 10月29日 - 髙嶋政宏、俳優
- 10月29日 - 南渕時高、元プロ野球選手
- 10月30日 - 森友嵐士、ミュージシャン（元・T-BOLAN）
- 10月30日 - レッド吉田、お笑い芸人（TIM）・俳優

### 11月
- 11月2日 - 野田幹子、シンガーソングライター・ソムリエ
- 11月2日 - 安藤麗二、俳優 (+ 2011年)
- 11月3日 - 木村匡也、声優
- 11月4日 - PATA、X JAPANギタリスト
- 11月4日 - 橋上秀樹、元プロ野球選手
- 11月5日 - アンジェロ・ムーア、フィッシュボーンサクスフォニスト
- 11月6日 - ブライアン・ギブンス、元プロ野球選手
- 11月9日 - 中川親方、元小結旭里
- 11月9日 - 梶野智、元サッカー選手
- 11月10日 - エディ・アーバイン、元F1レーサー
- 11月10日 - 前田知洋、マジシャン
- 11月10日 - 田原、詩人・谷川俊太郎研究家
- 11月11日 - 飯村真一、テレビ朝日アナウンサー
- 11月13日 - 小野和義、元プロ野球選手
- 11月13日 - たまさぶろ、随筆家・バー評論家
- 11月14日 - 宇仁菅真、俳優
- 11月15日 - 立見里歌、元アイドル（元・おニャン子クラブ）
- 11月15日 - 秋山嘉子、声優
- 11月15日 - 松原秀典、アニメーター・キャラクターデザイナー
- 11月16日 - 桐生コウジ、俳優
- 11月16日 - Leer（リー）、紅麗威（ex.紅麗威甦）リードギター
- 11月18日 - スティーヴン・アスムッセン、元騎手、調教師
- 11月19日 - ローラン・ブラン、元サッカー選手
- 11月20日 - YOSHIKI、X JAPANドラマー
- 11月20日 - 草尾毅[34]、声優
- 11月20日 - 光山英和、元プロ野球選手
- 11月21日 - ビョーク、ミュージシャン
- 11月21日 - 石田豪、競艇選手
- 11月21日 - 山口由里子、声優
- 11月22日 - 伊藤博、野球トレーニングコーチ
- 11月22日 - 今井靖彦、スーツアクター
- 11月23日 - ロン・ウォーターマン、総合格闘家
- 11月24日 - 古村比呂、女優
- 11月25日 - 小澤正澄、作曲家、ミュージシャン（元PAMELAH）
- 11月26日 - 石垣ゆうき、漫画家
- 11月26日 - エディ・ウォーレン、ライダー
- 11月26日 - 香寿たつき、女優、元宝塚歌劇団星組トップスター
- 11月26日 - 高橋利光、アレンジャー、ミュージシャン（クレイジーケンバンド）
- 11月27日 - ジャッキー・テラソン、ピアニスト・作曲家
- 11月28日 - 太田貴、元プロ野球選手
- 11月28日 - マット・ウィリアムズ、元メジャーリーガー
- 11月29日 - 尾崎豊、シンガーソングライター（+ 1992年）
- 11月30日 - 秋篠宮文仁親王、皇嗣
- 11月30日 - 浦和めぐみ、声優
- 11月30日 - 中嶋治彦、プロ野球選手
- 11月30日 - アウダイール、元サッカー選手

### 12月
- 12月1日 - フリオ・マチャド、元プロ野球選手
- 12月3日 - 古田新太、俳優
- 12月3日 - カタリナ・ヴィット、フィギュアスケート選手
- 12月3日 - 内田夕夜、声優
- 12月3日 - 大友有一、日本テレビプロデューサー
- 12月4日 - 与田剛、元プロ野球選手
- 12月4日 - 高嶺ふぶき、女優（元宝塚歌劇団トップスター）
- 12月6日 - 古川元久、政治家
- 12月7日 - 尾美としのり、俳優
- 12月7日 - 植田至紀、政治家
- 12月7日 - 香川照之、俳優
- 12月8日 - 神宮司弥生、声優（+2017年）
- 12月9日 - 阿部陽子、NHKアナウンサー
- 12月9日 - 五味孝氏、ミュージシャン（元・T-BOLAN）
- 12月10日 - 石田靖、お笑いタレント
- 12月10日 - ヘンリー・アキンワンデ、プロボクサー
- 12月10日 - 福島弓子、元アナウンサー
- 12月11日 - 伊東秀一、テレビ信州アナウンサー
- 12月11日 - 近田豊年、元プロ野球選手
- 12月11日 - ジェイ・ベル、元メジャーリーガー
- 12月12日 - 髙橋ヒロシ、漫画家
- 12月12日 - クリスティ・レイク、ポルノ女優
- 12月13日 - 吉田康子、女優
- 12月13日 - 井戸正枝、政治家
- 12月14日 - クレイグ・ビジオ、元メジャーリーガー
- 12月14日 - 船水紀孝、ゲームクリエイター
- 12月17日 - 池山隆寛、元プロ野球選手
- 12月17日 - 辰巳佳太、俳優
- 12月18日 - 松蔭浩之、現代美術家、写真家
- 12月18日 - 藤村信子、元陸上競技選手
- 12月18日 - 鈴木俊雄、プロ野球選手
- 12月19日 - 荒井昌一、元FMW社長（+2002年）
- 12月19日 - 荻原満、元プロ野球選手
- 12月20日 - 赤星政尚、脚本家
- 12月20日 - 伊藤史生、プロ野球選手
- 12月21日 - 本木雅弘、俳優（元シブがき隊）
- 12月22日 - さとうふみや、漫画家
- 12月23日 - 野村万蔵、和泉流狂言師、二世野村与十郎
- 12月23日 - おちまさと、プロデューサー、作詞家
- 12月25日 - 和嶋慎治、ギタリスト、ボーカリスト（人間椅子）
- 12月27日 - 岡田和樹、現代美術家、音楽家
- 12月27日 - 橘高文彦、ギタリスト（筋肉少女帯、X.Y.Z.→A）
- 12月28日 - 越後和男、元サッカー選手
- 12月29日 - デクスター・ホーランド、ボーカリスト、ギタリスト（オフスプリング）
- 12月31日 - ニコラス・スパークス、小説家

## 死去
- 1月4日 - 秋庭俊彦、露文学者・俳人(* 1885年)
- 1月4日 - 加藤斌、元プロ野球選手（* 1944年）
- 1月5日 - 芳沢謙吉、外交官（* 1874年）
- 1月6日 - 花柳章太郎、女形役者（* 1894年）
- 1月11日 - ウォーリー・ピップ、メジャーリーガー（* 1893年）
- 1月13日 - 畔柳二美、小説家（* 1912年）
- 1月17日 - 河井醉茗、詩人（* 1874年）
- 1月20日 - ニック・アルトロック、メジャーリーガー（* 1876年）
- 1月24日 - ウィンストン・チャーチル、政治家[35]（* 1874年）
- 1月26日 - 飛田穂洲、野球選手・野球評論家（* 1886年）
- 1月27日 - 三船久蔵、柔道家（* 1883年）
- 1月29日 - 久原房之助、実業家・政治家（* 1869年）
- 2月8日 - レイ・ブラウン、野球選手（* 1908年）
- 2月13日 - ウィリアム・ヒアド・キルパトリック、教育学者（* 1871年）
- 2月15日 - ナット・キング・コール、歌手（* 1919年）
- 2月18日 - 前田房之助、政治家（* 1884年）
- 2月20日 - 山川方夫、作家（* 1930年）
- 2月21日 - マルコムX、アメリカの黒人解放運動指導者（* 1925年）
- 2月25日 - レオ・シロタ、ピアニスト（* 1885年）
- 3月4日 - 有田八郎、政治家（* 1884年）
- 3月5日 - 若林忠志、元プロ野球選手（* 1908年）
- 3月6日 - 奥浩平、学生運動家 (* 1943年)
- 3月6日 - 小山清、小説家（* 1911年）
- 3月13日 - 岩村通世、政治家（* 1883年）
- 3月16日 - 蔵原伸二郎、詩人、作家、評論家 (* 1899年）
- 3月19日 - エドワード・ベイリー、地質学者（* 1881年）
- 4月5日 - サライ・シャーンドル、フィギュアスケート選手（* 1893年）
- 4月20日 - 三島通陽、小説家・劇作家（* 1897年）
- 4月23日 - 小松原博喜、元プロ野球選手（* 1924年）
- 4月27日 - 世耕弘一、政治家（* 1893年）
- 5月3日 - 中勘助、作家・詩人（* 1885年）
- 5月7日 - チャールズ・シーラー、画家・写真家（* 1883年）
- 5月16日 - 森下雨村、小説家・編集者（* 1890年）
- 5月25日 - サニー・ボーイ・ウィリアムソンII、ハーモニカ奏者（* 1899年）
- 5月30日 - ルイス・イェルムスレウ、言語学者（* 1899年）
- 5月31日 - 樺島勝一、挿絵画家（* 1888年）
- 6月1日 - カーリー・ランボー、アメリカンフットボール元選手・ヘッドコーチ（* 1898年）
- 6月9日 - 中澤不二雄、元野球選手・パシフィック・リーグ会長（* 1892年）
- 6月15日 - 大賀一郎、植物学者（* 1883年）
- 6月17日 - 宮崎要、元プロ野球選手（* 1916年）
- 6月30日- ウィリアム・ダドリー・ペリー、政治活動家、小説家、脚本家、ジャーナリスト（* 1890年）
- 7月3日 - 岸井明、コメディアン（* 1910年）
- 7月8日 - 河野一郎、政治家（* 1898年）
- 7月10日 - 御園生崇男、元プロ野球選手（* 1916年）
- 7月19日 - 梅崎春生、小説家（* 1915年）
- 7月19日 - 李承晩、大韓民国初代大統領(* 1875年)
- 7月28日 - 江戸川乱歩、作家（* 1894年）
- 7月30日 - 谷崎潤一郎、作家（* 1886年）
- 8月1日 - 信時潔、作曲家（* 1887年）
- 8月4日 - 木下夕爾、日本の詩人、俳人（*1914年）
- 8月4日 - 佐々木惣一、法学者（* 1878年）
- 8月6日 - 岸本水府、川柳作家（* 1892年）
- 8月13日 - 池田勇人、第58〜60代内閣総理大臣（* 1899年）
- 8月13日 - 上原げんと、作曲家（* 1914年）
- 8月17日 - 高見順、作家（* 1907年）
- 8月18日 - 杉浦非水、グラフィックデザイナー（* 1876年）
- 8月21日 - 浮谷東次郎、レーサー（* 1942年）
- 8月24日 - 安西冬衛、詩人（* 1898年）
- 8月27日 - ル・コルビュジエ、建築家（* 1887年）
- 8月29日 - ポール・ウェイナー、メジャーリーガー（* 1903年）
- 8月31日 - E・E・スミス、SF作家（* 1890年）
- 9月4日 - アルベルト・シュヴァイツァー、医師・神学者・哲学者（* 1875年）
- 9月8日 - ヘルマン・シュタウディンガー、化学者（*1881年）
- 9月16日 - 村上一治、元プロ野球選手（* 1917年）
- 9月17日 - 櫻井忠温、日本陸軍軍人・作家（* 1879年）
- 9月20日 - アーサー・ホームズ、地質学者（* 1890年）
- 9月22日 - ビズ・マッキー、メジャーリーガー（* 1897年）
- 10月6日 - 室井豊、プロ野球選手（* 1915年）
- 10月14日 - 北川千代、児童文学作家 (* 1894年)
- 10月10日 - 岡崎勝男、政治家・外交官（* 1897年）
- 10月25日 - ハンス・クナッパーツブッシュ、指揮者（* 1888年）
- 10月29日 - ビル・マケシュニー、メジャーリーガー（* 1886年）
- 11月6日 - エドガー・ヴァレーズ、作曲家（* 1883年）
- 11月10日 - 市川團十郎 (11代目)、歌舞伎役者（* 1909年）
- 11月17日 - 蔭山和夫、元プロ野球選手（* 1927年）
- 11月20日 - ローレンス・ウェイジャー、地質学者・探検家（* 1904年）
- 11月21日 - 式場隆三郎、精神科医（* 1898年）
- 11月25日 - マイラ・ヘス、ピアニスト（* 1890年）
- 11月29日 - 滝沢英輔、映画監督（* 1902年）
- 12月3日 - 河上丈太郎、政治家（* 1889年）
- 12月21日 - 澤木興道、僧侶（* 1880年）
- 12月27日 - 福井盛太、弁護士・検察官・日本プロ野球初代コミッショナー（* 1885年）
- 12月27日 - エドガー・エンデ、画家・作家（* 1901年）
- 12月29日 - 山田耕筰、作曲家（* 1886年）
- 12月29日 - 米川正夫、ロシア文学者（* 1891年）

## ノーベル賞
- 物理学賞 - 朝永振一郎（日本）、ジュリアン・シュウィンガー（アメリカ）、リチャード・P・ファインマン（アメリカ）
- 化学賞 - ロバート・ウッドワード（アメリカ）
- 生理学・医学賞 - フランソワ・ジャコブ（フランス）、アンドレ・ルウォフ（フランス）、ジャック・モノー（フランス）
- 文学賞 - ミハイル・ショーロホフ（ソビエト連邦）
- 平和賞 - 国際連合児童基金